# 指南溪
指南溪，亦稱醉夢溪、無名溪，台灣景美溪支流，自大坑溪與小坑溪匯流而成，位處臺北市文山區。上游流域為貓空山區，發源於海拔678公尺之二格山北坡，流向東北並流經國立政治大學校區，最後注入景美溪。
指南溪長約6公里，源頭至河口落差超過650公尺，坡度甚陡下蝕力強，中上游河谷深峻，為景美溪最長的支流。而沿溪有許多珍貴自然生態，如丘陵地帶珍貴次生林等。北政橋北岸有小坑溪匯入，南岸在貓空、樟湖、石獅腳各有一條小支流由南向北匯入指南溪，兩岸山谷有環形產業道路通達各茶園，為重要茶產區，土壤裸露易崩塌流失。指南宮位於北岸與小坑溪之間的分水嶺上。
醉夢溪係由政治大學新聞系的學生為這條無名溪命名。醉夢溪原流經政治大學校園，該校山下校區便位於其沖積扇。後經河川截彎取直工程後繞出校園匯入景美溪，右岸為政大校區，左岸為該校後山。

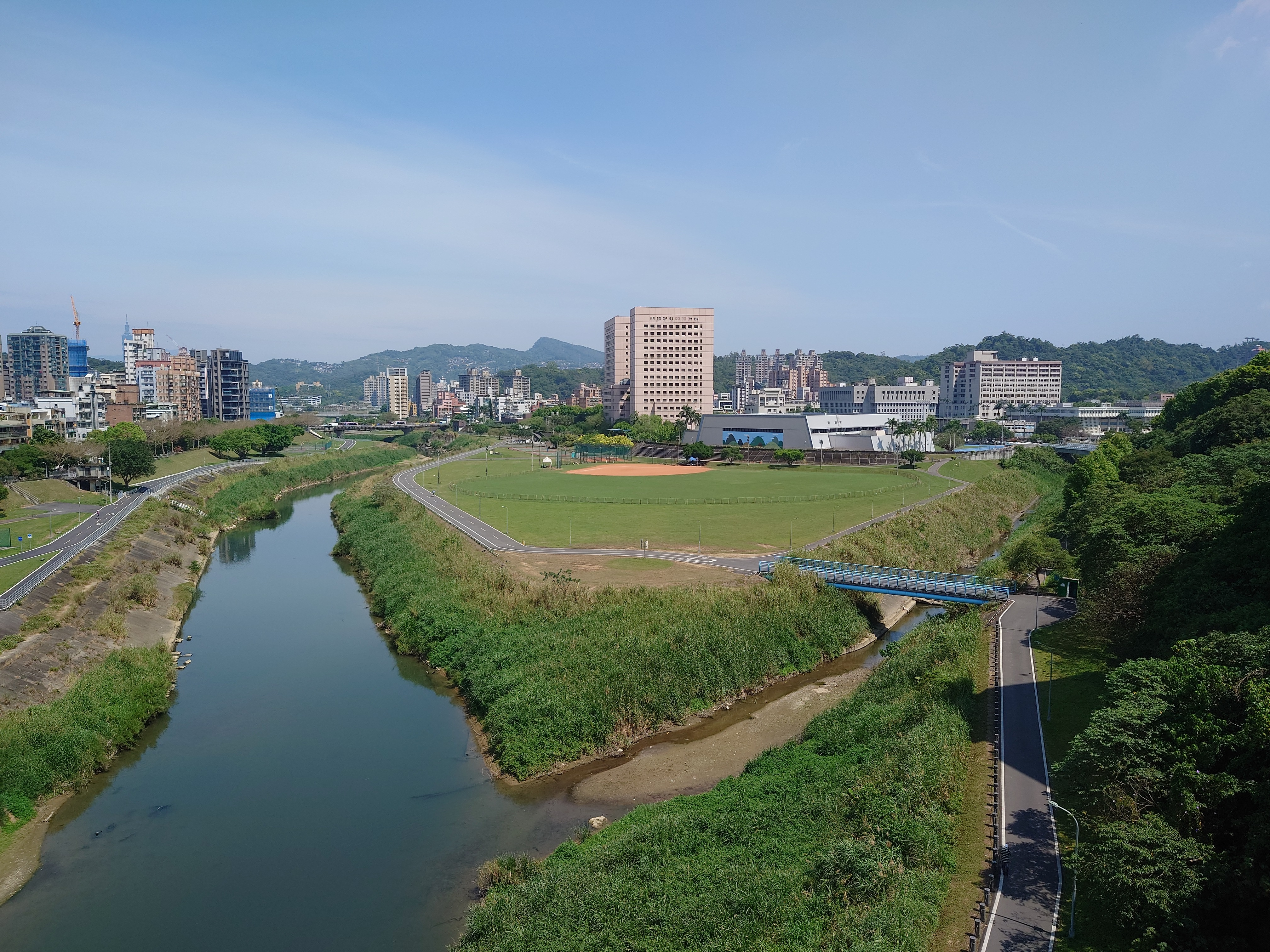
指南溪與景美溪匯流口